# Liste des édifices labellisés « Patrimoine du XXe siècle » du Lot
Cet article recense les monuments historiques protégé au titre du Patrimoine du XXe siècle du département du Lot, en France,.

## Statistiques
Au 31 décembre 2010, le Lot comptent 2 immeubles protégés du patrimoine du XXe siècle.

## Liste
| Monument                        | Commune                 | Adresse                                  | Coordonnées                      | Notice         | Protection     | Date      | Illustration                    |
| ------------------------------- | ----------------------- | ---------------------------------------- | -------------------------------- | -------------- | -------------- | --------- | ------------------------------- |
| Bibliothèque municipale         | Cahors                  | Boulevard Gambetta Place Aristide-Briand | 44° 26′ 45″ nord, 1° 26′ 27″ est | « PA46000014 » | Inscrit Classé | 1999      | Bibliothèque municipale         |
| Château des Tours-Saint-Laurent | Saint-Laurent-les-Tours |                                          | 44° 51′ 54″ nord, 1° 53′ 39″ est | « PA00095244 » | Classé         | 1889 1988 | Château des Tours-Saint-Laurent |